# Karyatis
Karyatis (altgriechisch Καρύατις Karýatis) ist eine Epiklese der griechischen Göttin Artemis, mit der sie in der zwischen Lakonien und Arkadien gelegenen Stadt Karyai verehrt wurde.

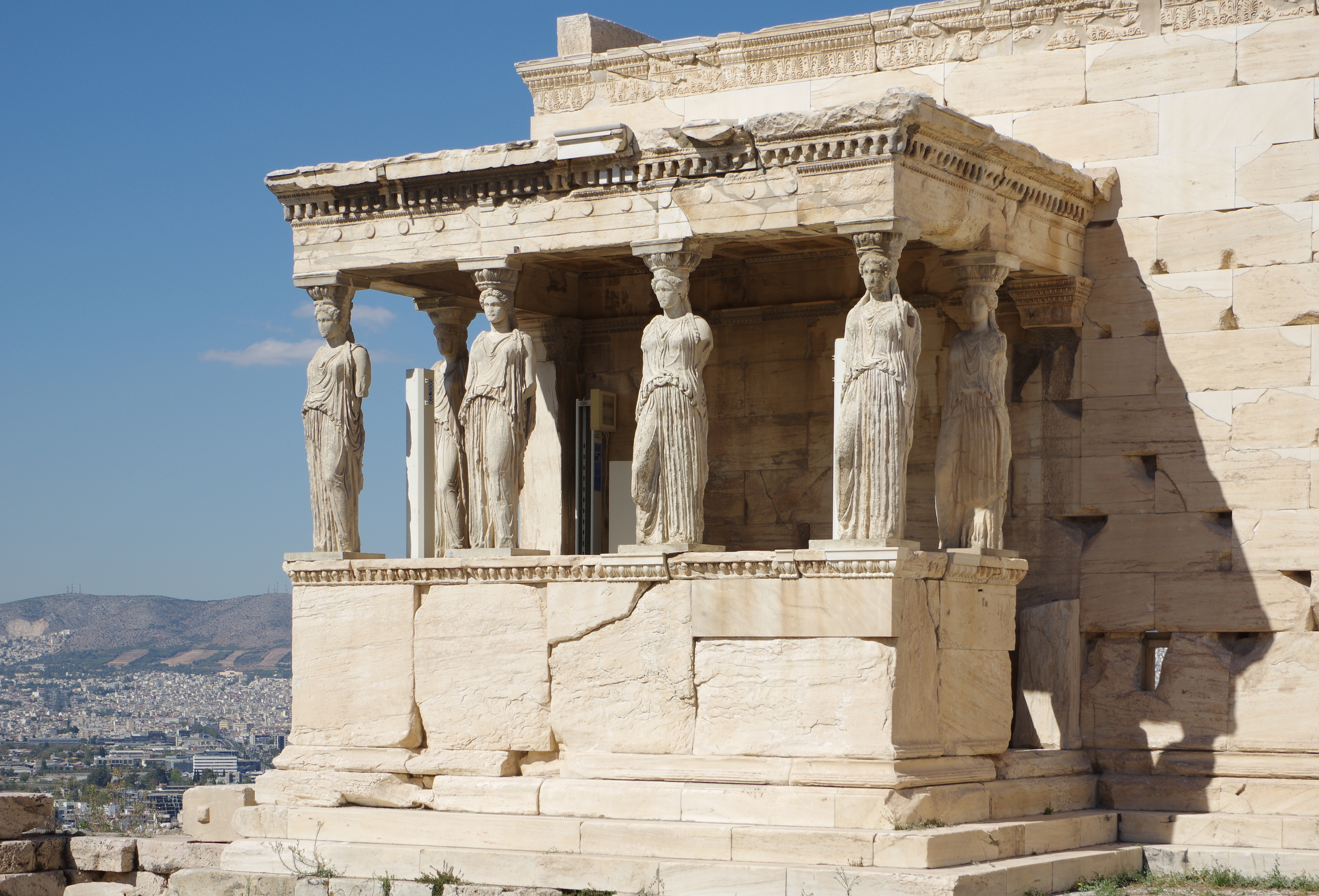
Korenhalle des Erechtheion, Akropolis (5. Jh. v. Chr.) mit Karyatides

Artemis Karyatis hatte in Karyai gemeinsam mit den Nymphen ein Heiligtum, in dem ihr zu Ehren jährlich das Fest Karyateia begangen wurde. Das Fest wurde geprägt durch Tänze, die von lakonischen Jungfrauen ausgeführt wurden. Ihr Name ist von καρύα karýa, deutsch ‚Nussbaum‘, abgeleitet, weshalb sie als Baum- und Fruchtbarkeitsgottheit gilt. Erhärtet wird diese Zuschreibung durch ihre Verbindung mit Dionysos: In einem Dionysos-Mythos wird eine Geliebte des Dionysos, die Artemispriesterin Karya, in einen Nussbaum verwandelt. Das Kultbild der Göttin war dementsprechend auch im Freien aufgestellt.
Aitiologische Erzählungen berichten vom Ursprung des bukolischen Gesanges im Kult der Karyatis. Als sich während der Perserkriege einmal keine Jungfrauen zum Tanz einfanden, übernahmen Bauern ihre Funktion und gaben zu Ehren der Göttin ihren Hirtengesang wieder. Es wurden auch die Karyatides („Frauen aus Karyai“), Stützpfeiler in der Gestalt weiblicher Figuren, die in der griechischen Baukunst Verwendung fanden, auf die tanzenden Jungfrauen der Karyateia zurückgeführt.